# Jeanne Helbling
Jeanne Helbling, née Johanna Maria Helbling le 28 juillet 1903 à Thann et morte le 6 août 1985 à New York, est une actrice française.

## Biographie
Née de parents alsaciens installés ensuite à Paris, Jeanne Helbling débute au cinéma en 1920 comme figurante et dès l'année suivante, obtient des rôles consistants dans quatre films muets (sortis en 1922). Elle tourne alors régulièrement jusqu'en 1940, avant deux derniers films en 1945 et 1946. Cette dernière année, elle épouse un américain d'origine française, Henri Garin, avec lequel elle s'installe définitivement aux États-Unis, mettant alors un terme à sa carrière.
Dans l'intervalle, passant sans difficulté au parlant, elle participe à de nombreux films français (aux côtés notamment de Michel Simon, Harry Baur, Sacha Guitry, Charles Boyer, Pierre Fresnay, Annabella, Gaby Morlay...) ; également, elle tourne les versions françaises de plusieurs films allemands (à Berlin) et américains (à Hollywood, avec Buster Keaton ou Douglas Fairbanks Jr., entre autres), jusqu'au début des années 1930. Elle se produit aussi au théâtre et, comme chanteuse, au music-hall (ainsi, en 1932, elle participe à une revue du Casino de Paris, aux côtés de Joséphine Baker).
Au moment de l'occupation allemande de Paris en 1940, Jeanne Helbling s'engage dans la Résistance sous le nom de Chantal ; ainsi, elle héberge des résistants et alliés dans son appartement de la rue Casimir-Pinel à Neuilly. Pierre Brossolette, le colonel Passy et l'agent anglais Forest Yeo-Thomas, connu sous le nom de Shelley ou Le Lapin Blanc, y organisent, dans le cadre de la triple mission Arquebuse-Brumaire-Seahorse, le 26 mars 1943, à l'insu de Jean Moulin et contre sa volonté, une importante réunion qui débouche sur la création du Comité de coordination des mouvements de résistance de la zone nord. Cette réunion facilitera la tenue et la réussite, le 27 mai 1943, de la réunion constitutive du Conseil national de la Résistance, 48, rue du Four à Paris, chez René Corbin.
Bien qu'inquiétée par la Gestapo, Jeanne Helbling parvient sans encombre au sortir de la Seconde Guerre mondiale et reçoit alors les honneurs, tant de la France libérée (notamment du général de Gaulle) que du Royaume-Uni (décorée de l'Ordre de l'Empire britannique), entre autres pour avoir hébergé chez elle Forest Yeo-Thomas, lors de chacun de ses séjours en France.

## Hommages

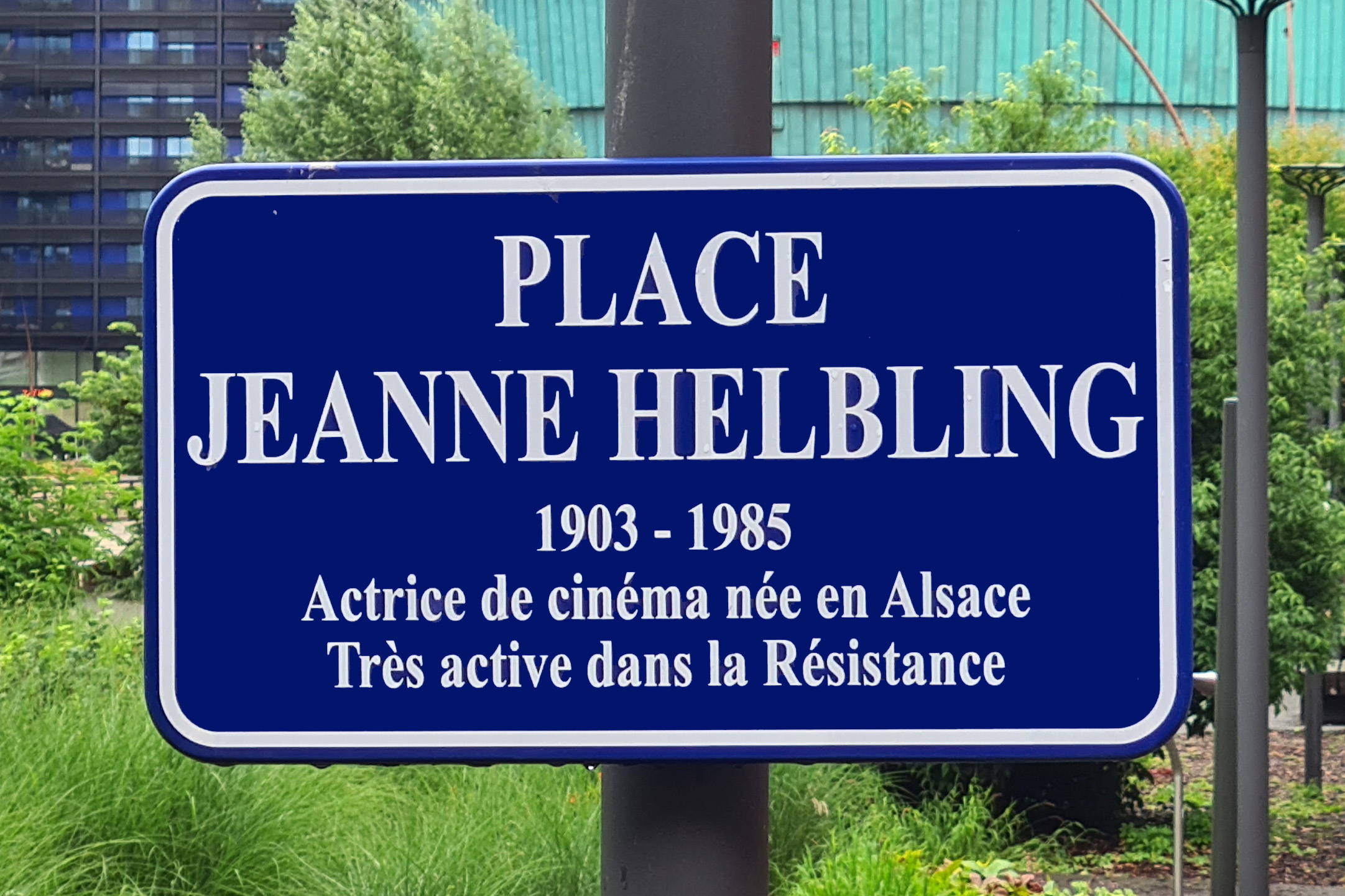
Plaque de la place Jeanne-Helbling à Strasbourg.

Une place de Strasbourg, située à proximité du complexe cinématographique Rivetoile, porte son nom.

## Filmographie complète

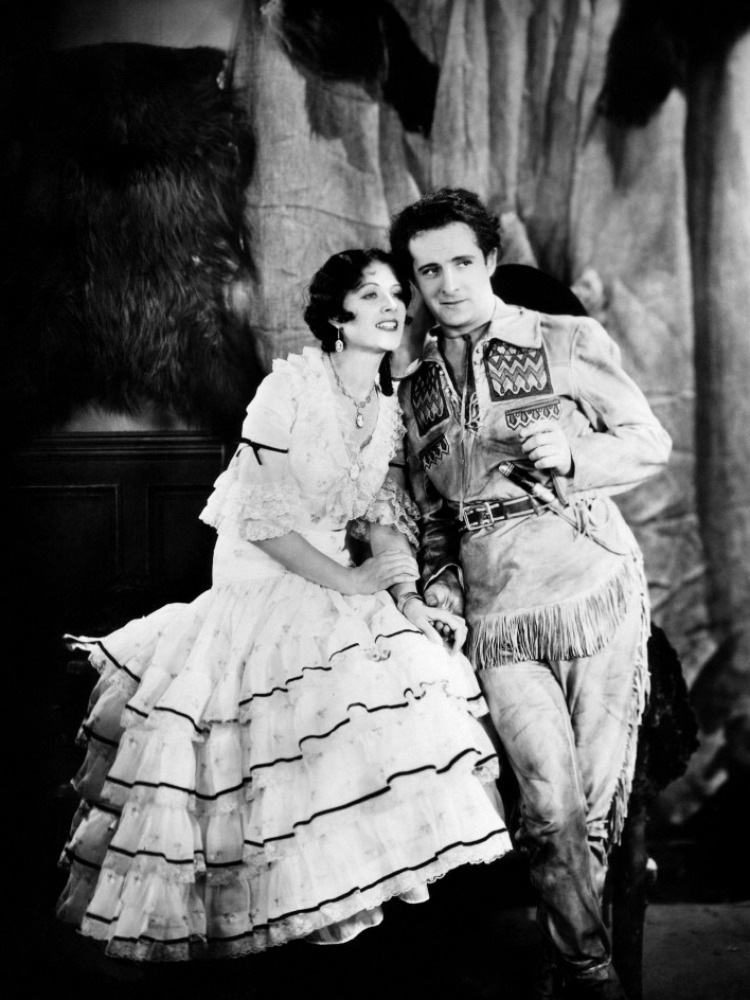
Avec Gaston Glass, dans La Piste des géants (1931).

- 1920 : Le Grillon du foyer de Jean Manoussi (comme figurante)
- 1922 : Les Roquevillard de Julien Duvivier
- 1922 : Chichinette et compagnie de Henri Desfontaines
- 1922 : Le Logis de l'horreur (Der Unheimliche Gast) de Julien Duvivier (court métrage)
- 1922 : Son excellence Le Bouif de Louis Osmont
- 1922 : Le Sonneur de cloches (réalisateur non connu)
- 1923 : Métamorphose de Tony Lekain[2]
- 1923 : Le Fils prodige de Tony Lekain[2]
- 1923 : Survivre d'Édouard Chinot
- 1923 : Un bon petit diable de René Leprince
- 1923 : On demande un mannequin de Tony Lekain[2]
- 1924 : Les Grands de Henri Fescourt
- 1924 : L'Aventurier de Maurice Mariaud
- 1924 : L'Arriviste d'André Hugon : Marquisette
- 1924 : Mandrin de Henri Fescourt
- 1926 : Le Juif errant de Luitz-Morat
- 1926 : Le Berceau de Dieu de Fred Leroy-Granville
- 1926 : Le Capitaine Rascasse de Henri Desfontaines
- 1927 : Charité de M.B. Simon
- 1927 : Le Secret de l'abbé X (Das geheimnis des abbé X) de William Dieterle et Julius Brandt
- 1927 : La Glace à trois faces de Jean Epstein
- 1927 : Six et demi onze de Jean Epstein
- 1928 : Le Cabaret épileptique de Henri Gad (court métrage)
- 1928 : Tire-au-flanc de Jean Renoir
- 1929 : La Jalousie du barbouillé d'Alberto Cavalcanti
- 1929 : Trois Jeunes Filles nues de Robert Boudrioz
- 1929 : La Mascotte (Mascottchen) de Felix Basch
- 1929 : Jeux de dames (Der held aller mädchenstraüme) de Robert Land
- 1930 : Contre-enquête de Jean Daumery
- 1930 : Une femme a menti de Charles de Rochefort
- 1930 : Lopez, le bandit de Jean Daumery
- 1931 : Nuit d'Espagne d'Henri de La Falaise : Elsie Maury
- 1931 : La Piste des géants de Pierre Couderc (version française de The Big Trail réalisé par Raoul Walsh, sorti en 1930)
- 1931 : Durand contre Durand de Léo Joannon
- 1931 : Le Fils de l'autre de Henri de La Falaise
- 1931 : L'Aviateur de William A. Seiter et Jean Daumery
- 1931 : Une histoire entre mille de Max de Rieux
- 1931 : Buster se marie d'Edward Brophy et Claude Autant-Lara
- 1931 : Le Père célibataire de Chester M. Franklin et Arthur Robison
- 1931 : Le Procès de Marie Dugan de Marcel de Sano
- 1932 : Mon ami Tim de Jack Forrester
- 1932 : Avec l'assurance de Roger Capellani
- 1932 : Le Billet de logement de Charles-Félix Tavano
- 1932 : Le Cordon bleu de Karl Anton
- 1932 : Embrassez-moi de Léon Mathot
- 1932 : Le Crime du Bouif d'André Berthomieu
- 1933 : Coralie et Compagnie d'Alberto Cavalcanti
- 1933 : Bouton d'or d'Andrew Brunelle
- 1935 : Bibi-la-Purée de Léo Joannon
- 1935 : Le Couturier de mon cœur ou Le Roi de la couture de René Jayet et Raymonde de Cesse
- 1935 : La Figurante de Carlo Felice Tavano (court métrage)
- 1935 : Son Excellence Antonin de Charles-Félix Tavano
- 1935 : Quelle drôle de gosse de Léo Joannon
- 1935 : Concurrence ou Les Fortiches de Walter Kapps (court métrage)
- 1935 : La Chaussée des géants de Robert Boudrioz et Jean Durand
- 1935 : Paris mes amours d'Alphonse-Lucien Blondeau
- 1935 : Le Nudiste des Champs-Élysées de Jacques Daroy (court métrage)
- 1935 : Zizi de Carlo Felice Tavano (court métrage)
- 1936 : La Brigade en jupons de Jean de Limur
- 1936 : Hélène de Jean Epstein et Jean Benoit-Levy : Yvonne Ambroise
- 1937 : La Fille de la Madelon de Georges Pallu et Jean Muggela
- 1937 : Sarati le terrible d'André Hugon
- 1937 : Le Fauteuil 47 de Fernand Rivers : Mme Argueil
- 1937 : Le Compositeur du dessus de Paul Mesnier (court métrage)
- 1937 : La Danseuse rouge de Jean-Paul Paulin
- 1938 : Remontons les Champs-Élysées de Sacha Guitry
- 1938 : Paix sur le Rhin de Jean Choux
- 1938 : Trois Valses de Ludwig Berger
- 1938 : L'Ange que j'ai vendu de Michel Bernheim
- 1939 : Les Gangsters du château d'If de René Pujol
- 1939 : Grey contre X de Pierre Maudru et Alfred Gragnon
- 1940 : Le Feu de paille de Jean Benoit-Levy
- 1945 : Dernier Métro de Maurice de Canonge
- 1946 : Jeux de femmes de Maurice Cloche

## Distinctions
- Chevalier de l'ordre des Arts et des Lettres

En 1983 (deux ans avant sa mort, en 1985, à 82 ans), elle est faite Chevalier de l'ordre des Arts et des Lettres par Jack Lang (alors ministre de la Culture).